# Las Heras (ort)
Las Heras är en ort i Argentina.   Den ligger i provinsen Santa Cruz, i den södra delen av landet, 1 600 km sydväst om huvudstaden Buenos Aires. Las Heras ligger 336 meter över havet och antalet invånare är 9 303.
Terrängen runt Las Heras är platt. Trakten runt Las Heras är nära nog obefolkad, med mindre än två invånare per kvadratkilometer..
Omgivningarna runt Las Heras är i huvudsak ett öppet busklandskap.